# A Regular Epic Final Battle
A Regular Epic Final Battle (La Ultima Batalla Corriente en España y Una Épica Batalla Final Más de Hispanoamérica) es el episodio final de la serie de Regular Show, y también el tercer especial y el episodio número 29, 30 y 31 de la octava temporada. Es el episodio número 259, 250 y 261 de la serie en general. Se emitió el 16 de enero de 2017 en Cartoon Network. Todas las partes duran 11 minutos.
El episodio se emitió el 16 de enero de 2017. 1,33 millones de espectadores vieron la Parte 1, 1,37 millones de espectadores vieron la Parte 2 y la misma cantidad de espectadores vieron la Parte 3, convirtiéndolo en el episodio más visto de la temporada.

## Argumento

### Previo
Antes de los eventos del episodio, Papaleta está molesto por la próxima pelea con su malvado hermano Anti-Papaleta y está de un humor terrible. La pandilla del parque lo anima ofreciéndole una fiesta. Todos sus recuerdos se colocan en una colección de Blu-rays y se entierran en el parque para recordar los eventos. Establecieron un curso hacia la ubicación de la pelea, el planeta de origen de Lolliland, Papaleta y Anti-Papaleta.

### Parte 1
Papaleta tiene una pesadilla sobre su pelea y Mordecai y Rigby lo consuelan. Poco tiempo después, el equipo del parque llega a Lolliland. Se encuentran con un grupo de nativos de Lolliland: Frivola-Kranus, Quadravi-Kranus y Weird Mushroom Guy. Los nativos explican que Papaleta y Anti-Papaleta se llaman Mega-Kranus y Malum-Kranus, respectivamente. Los nativos muestran al equipo del parque tapices antiguos de las batallas anteriores entre Papaleta y Anti-Papaleta, que detallan encarnaciones anteriores del equipo del parque luchando junto a Papaleta.
Sabiendo que todas las batallas anteriores terminaron en un punto muerto (lo que resultó en el reinicio del universo), a Mordecai se le ocurre colocar trampas para Anti-Papaleta para darle a Papaleta una ventaja, que no tenía en batallas anteriores. Papaleta acepta a regañadientes hacerlo.
Después de que Anti-Papaleta y sus cazarrecompensas llegan en un taxi tipo Uber, Papaleta intenta convencerlo de que no pelee porque son hermanos. Anti-Papaleta se niega y ataca a Papaleta, pero queda atrapado en las trampas tendidas por el personal del parque. Sin embargo, la victoria es de corta duración, ya que Anti-Papaleta escapa rápidamente de las trampas

### Parte 2
Para asegurar la supervivencia de sus amigos, Papaleta hace un trato con Anti-Papaleta: quien dé el primer golpe en la batalla decidirá el destino del universo. Papaleta hiere con éxito a Anti-Papaleta, pero Anti-Papaleta rompe el acuerdo y continúa la lucha. Mientras tanto, el equipo del parque, HD DVD, Blu-ray, Baby Ducks, Toothpick Sally, Recap Robot, Chance Sureshot (cuya "muerte" anterior se revela como la de un clon), los Guardianes de la Eterna Juventud, Gary, Carter y Briggs, La muerte, Caballo de fiesta y La guardiana de Lolliland (que se supone que debe permanecer neutral) luchan contra los secuaces de Anti-Papaleta y Streaming Modem y los derrotan.
Sin embargo, Anti-Papaleta desbloquea todo su poder y comienza a borrar Lolliland. La eliminación de Musculoso y Fantasmano hace que Papaleta desbloquee todo su poder. Anti-Papaleta procede a borrar al resto de los aliados y amigos de Papaleta, excepto a Mordecai y Rigby, y patea a su hermano a un portal. Mordecai y Rigby se dan cuenta de que la única forma de evitar que el tiempo se reinicie es interponiéndose entre ellos mientras están a punto de golpearse. Cuando los golpes de los dos hermanos chocan (con Mordecai y Rigby entre los nudillos), borra todo el universo y restablece el tiempo.

### Parte 3: "El poder"
La parte 3 comienza precisamente como el primer episodio de la temporada 1, "El poder", aparentemente "restableciendo" el tiempo al comienzo de la serie. Sin embargo, Rigby recuerda rápidamente los eventos de los episodios anteriores y el resto de la serie. Sin embargo, Mordecai no recuerda, por lo que Rigby le muestra el alijo de Blu-rays enterrados, lo que desencadena sus recuerdos de los eventos de la serie después de tocarlos. Al darse cuenta de que el tiempo no se restableció correctamente, usan el Poder para llevarlos al futuro y regresar a la batalla entre Papaleta y Anti-Papaleta. Anti-Papaleta los ataca, destruyendo el Poder en el proceso. A medida que Papaleta continúa luchando, queda claro que luchar contra Anti-Papaleta conducirá inevitablemente a otro punto muerto, del que se da cuenta a través de flashbacks de las dos primeras partes del episodio y "Kill 'Em with Kindness". (Las escenas en las que Papaleta intenta atacar a Anti-Papaleta muestran varios post-its que tratan sobre las discusiones de la escena que los escritores han tenido anteriormente. Incluye dibujos de artistas, tableros de diálogo y las letras de "Regular Show" también aparecen en el Deliberadamente, los creadores del programa hicieron esto para romper la cuarta pared y agregar experiencia y memoria a sus espectadores).
Papaleta agarra a Anti-Papaleta y vuela hacia el sol, reconfortando telepáticamente a Mordecai y Rigby. Anti-Papaleta se reconcilia con su hermano y los dos finalmente están en paz antes de volar hacia el sol. Con el ciclo de reinicio roto, los efectos del borrado de Anti-Papaleta se revierten y los trabajadores borrados (y aliados) reviven. Después de tres años en el espacio, los trabajadores del parque vuelan de regreso a la Tierra, donde se reúnen con sus amigos y familiares y son recibidos como héroes.

#### Epílogo
Los trabajadores del parque y el Sr. Maellard erigen una estatua conmemorativa en honor a Papaleta y lo lloran. Después de seis años de trabajar en el parque, Mordecai y Rigby dejan sus trabajos y siguen con sus vidas. Mordecai se convierte en un artista exitoso, se casa con un murciélago llamado Stef y tiene tres hijos con ella. Rigby se casa con Eileen y tiene dos hijas con ella.
Musculoso y Starla se mudan a un mejor remolque en el parque y tienen muchos hijos, que adoptan muchos de sus gestos (como quitarse la camisa y gritar). Fantasmano y su novia, Celia, se convierten en DJ de fiestas de gira en Praga y luego tienen un hijo. Benson, quien ahora se ha convertido en el propietario del parque después de la muerte del Sr. Maellard, se reúne y se casa con su novia Pam (que se convierte en coadministradora junto con su esposo) y los dos adoptan cuatro gatos junto con Applesauce, el cerdo de Benson. Skips continúa trabajando felizmente en el parque, pero cambia sus jeans característicos por shorts de mezclilla.
En su reunión del 25 aniversario, el equipo del parque levanta una estatua del Sr. Maellard junto a la de Papaleta y se toma una foto frente a ella con sus familias. Cuando comienza la fiesta de reunión, Mordecai y Rigby (que ahora tiene 54 años) recuerdan el sacrificio de Papaleta y cómo ninguno de ellos habría podido llevar una vida tan hermosa sin él. Deciden jugar algunos viejos juegos de arcade en el cobertizo antes de decir sus frases por última vez y reírse de lo inmaduros que solían ser. Este episodio termina con la revelación de que Papaleta está viendo a sus amigos en lo que parece ser una vida después de la muerte (presumiblemente el Cielo) en una cinta VHS etiquetada como "Regular Show". Expulsa el video y dice "¡Pero que buen show!" cuando la serie termina oficialmente con la canción de David Bowie de 1977 "Heroes".

## Transmisión
El episodio se estrenó en Cartoon Network el 16 de enero de 2017, a las 6:00 p. m. Este/Pacífico. Fue visto por 1,33 millones de espectadores en la primera parte y 1,37 millones de espectadores en cada una de las partes dos y tres, lo que lo convierte en el episodio más visto de la octava temporada.

## Recepción
Eric Thurm, de AV Club, elogió el final, afirmando que el final fue "una pelea que reserva cíclicamente la destrucción y el renacimiento del universo de Regular Show". Thurm también elogió el final de la vida futura de los personajes que tienen su propia breve despedida, y describe Regular Show en sí como dos cosas: "una con frecuencia surrealista, un espectáculo para adultos limítada en una cadena principalmente para niños ", y "un producto de la nostalgia de los 80 que precedió a un auge similar, espectáculos menos ingeniosos, y encontré gran parte de lo que fue divertido en la cultura pop de esa época."
Lorinda Marrian de Screenrant coloca las tres partes del final en la top de los "15 Mejores Episodios de Regular Show", Según IMDb ", alegando que la primera parte fue el comienzo perfecto para el final y que la última parte, en sus propias palabras, "fue una despedida sincera y llena de acción a uno de los mejores programas de Cartoon Network."